# Ulica Kurniki w Krakowie
Ulica Kurniki – ulica w Krakowie, w dzielnicy I Stare Miasto, na Kleparzu.
Łączy ulicę Pawia z placem Jana Matejki oraz ulicą Warszawską. Jest jednojezdniowa.

## Historia
Ulica została w obecnym kształcie wytyczona w czasach średniowiecza, jako jedna z dróg prowadzących z Kleparza w kierunku Mogiły. W XVIII wieku nazywano ją Drogą do Strzelnicy Wielkiej, a w pierwszej połowie XIX wieku ulicą Mogilską. Dochodziła wtedy do dzisiejszej ulicy Rakowickiej, przecinając tereny dzisiejszego dworca kolejowego Kraków Główny, powstałego w 1847 roku i obejmowała wtedy także część ulicy Topolowej.
Po wybudowaniu dworca kolejowego, ulica została skrócona do obecnego jej stanu. W drugiej połowie XIX wieku, Rada Miasta Krakowa nadała ulicy obecną nazwę, dla upamiętnienia dawnej nazwy terenowej Kurniki, używanej dawniej w okolicy Kleparza.

## Zabudowa
Po północnej stronie ulicy:
- ul. Kurniki 2 (ul. Warszawska 1a) – plebania kościoła św. Floriana,  XVII wiek[a].
- ul. Kurniki 2 (ul. Warszawska) – kościół św. Floriana, XII wiek[b].
- ul. Kurniki 6 – kamienica. Projektował Leopold Tlachna, 1896-1898.

Po południowej stronie ulicy:
- ul. Kurniki 1 (pl. Jana Matejki 8) – kamienica. Projektował Aleksander Biborski, 1909–1911.
- ul. Kurniki 3 (ul. Zacisze 18) – kamienica. Projektował Jan Sas-Zubrzycki, Józef Donheiser, 1892–1893[c].
- ul. Kurniki 7 – kamienica, 1882.

Opracowano na podstawie źródła: Gminnej ewidencji zabytków – Kraków.

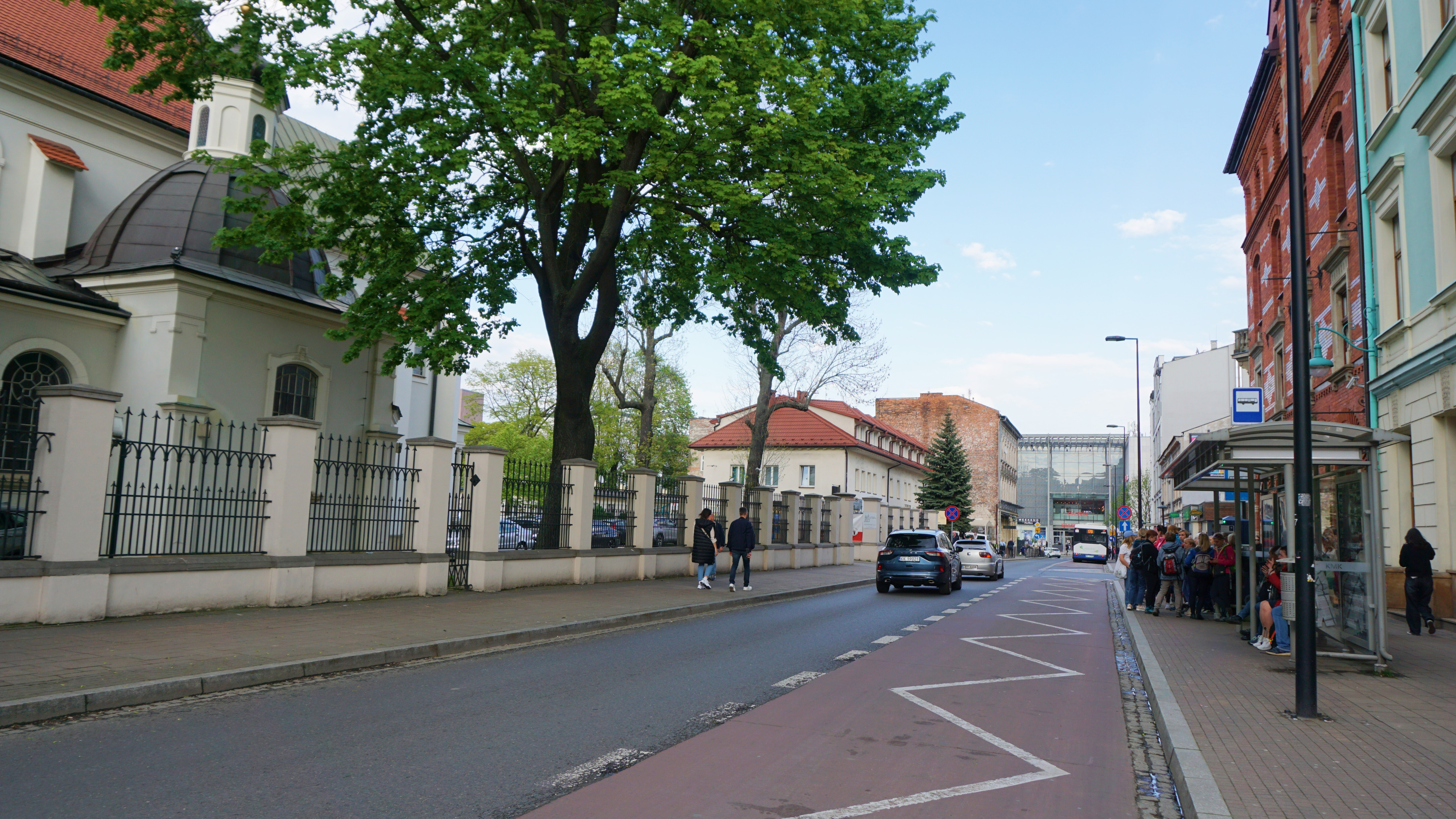
Widok ogólny na wschód.